# 식코
《식코》(SiCKO)는 마이클 무어가 제작한 다큐멘터리 영화이다. 미국에서는 2007년에 개봉하였다. 미국인들이 알지 못했던, 그러나 명백히 현존하는 미국 의료 제도의 어두운 면을 적나라하게 그려낸다.

## 줄거리
마이클 무어는 한 웹사이트로부터 미국 의료 제도 모순을 겪은 사람들 실제 사례를 모아 이를 기초로 다큐멘터리를 전개한다. 한 노동자는 손가락 두 개가 잘렸지만 보험에 들지 못해 한 손가락만 봉합할 수밖에 없었다. 미국에 있는 의료보험 미가입자는 약 5,000만 명.
영화는 또한 보험 가입자에 대해서도 어떠한 수단을 강구해서라도 보험금 지불 거부를 행해 이윤을 최대로 끌어올리는 의료보험 회사, 제약 회사, 이와 유착한 정치가들을 폭로한다. 또한 일찍이 민주당 힐러리 클린턴이 영부인이었을 때 보편적 의료 보험 제도의 정비를 요구했지만 정계와 의료계에 의해 좌절되었고, 이후 클린턴은 침묵 끝에 의료계로부터 많은 로비 자금을 받는 의원이 되었음을 알린다.
붕괴에 직면하고 있는 미국 의료 제도를 보편적 의료 보험 제도를 택하는 캐나다, 영국, 프랑스와 비교하고 심지어 미국인들이 열등하다고 생각하는 쿠바 등의 의료 제도와 대비시켜 미국 의료 보험 제도의 취약성을 고발한다.

## 출연

### 주연
- 마이클 무어

### 조연
- 터커 앨브리지
- 레지 서밴티스
- 존 그레이엄
- 윌리엄 마
- 린다 피노
- 빌리 토진
- 자크 밀리에
- 알레이다 게바라[3]

### 자료 영상
- 조지 W. 부시
- 빌 클린턴
- 힐러리 클린턴
- 리처드 닉슨
- 빌리 크리스털

## 기타 제작진
- 선임 현장 제작: 로드 벌리슨, 니키 러자
- 조정 제작: 조앤 도러쇼
- 공동 제작: 앤 무어
- 라인 제작: 제니퍼 레이섬
- 협력 제작: 레이아 영

## 같이 보기
- 영리병원(투자개방형 의료법인)
- 미국의 의료제도
- 미국의 건강보험 개혁
- 노르딕 모델